# Pankreaslipase
Die Pankreaslipase (Lipase, PL) ist eins von zwei Enzymen, die im Dünndarm von Säugetieren die mit der Nahrung aufgenommenen Fette (Triglyceride) spalten. Diese Reaktion ist unentbehrlich bei der Fettverdauung; so sind bereits etwa 80 Prozent der Triglyceride aus der Nahrung gespalten, wenn sie den mittleren Zwölffingerdarm erreichen. Die PL gehört zu den Lipasen und wird in der Bauchspeicheldrüse (Pankreas) produziert. Für die Funktion ist das Kofaktor-Protein Colipase erforderlich.
Die Pankreaslipase ist außerdem verantwortlich für die Hydrolyse von Retinylestern zu Retinol und Fettsäuren, womit ein Teil der Vitamin-A-Aufnahme über die Nahrung ermöglicht wird (Vitamin A wird auch als Provitamin oder als Retinol direkt zugeführt und aufgenommen).
Die Pankreaslipase ist Target bei der medikamentösen Bekämpfung des Übergewichts. Seit 1998 wird der PL-Hemmer Orlistat mit dieser Indikation vermarktet.

## Anwendungen in der Medizin
Lipase kommt in der Enzymsubstitutionstherapie bei eingeschränkter Funktion der Bauchspeicheldrüse (Pankreas-Insuffizienz) eine zentrale Bedeutung zu.
Insbesondere bei der Mukoviszidose ist die Gabe von Enzympräparaten mit Pankreas-Pulver vom Schwein, die auf einen bestimmten Lipasegehalt normiert werden, Therapiestandard. Diese Arzneimittel werden zum Schutz der enthaltenen Enzyme mit magensaftresistenten Überzügen angeboten.
In einigen Fällen kommt auch Lipase aus nicht-tierischen Quellen (Rhizolipase aus den japanischen Reispilzkulturen Rhizopus oryzae, Handelsname: Nortase) zum Einsatz, die sich durch eine natürliche Stabilität gegenüber der menschlichen Magensäure auszeichnet.

## Labordiagnostik
In der Labordiagnostik wird die Aktivität der Lipase aus Heparin-Plasma oder Blutserum bei der Abklärung von Oberbauchschmerzen gemessen, speziell zur Diagnose einer akuten Pankreatitis.
Referenzbereich für Messungen bei 37 °C (Farbtest): Serum, Plasma <60 U/l
Bei einer akuten Pankreatitis steigt die Lipase an und liegt bereits 5 Stunden nach Einsetzen der Schmerzen über dem Referenzbereich von 60 U/l. In den meisten Fällen steigt der Wert über 180 U/l an und bleibt drei bis sechs Tage erhöht.
Allgemein ist die Methode der Lipase-Bestimmung weniger gut standardisiert und anfälliger auf Störfaktoren als die Pankreas-Amylase. In der Humanmedizin wird bei Verdacht auf akute Pankreatitis dennoch in erster Linie die Pankreaslipase bestimmt, da diese eine höhere Spezifität für eine Entzündung aufweist, insbesondere bei der alkoholbedingten Pankreatitis. Die gleichzeitige Bestimmung der Amylase und Lipase erhöht nicht die Sensitivität des Tests. Die Bestimmung der Lipase ist insbesondere dann sinnvoll, wenn aus technischen Gründen nur die Gesamt-Amylase gemessen werden kann oder wenn der Patient mit Plasmaexpandern (Hydroxyäthylstärke oder Dextran 70) behandelt wurde. In der Tiermedizin wird bei Hunden und Katzen als pancreatic lipase immunoreactivity die Gesamtkonzentration der Pankreaslipase im Serum zur Diagnostik der akuten Pankreatitis bestimmt.
Die Lipase wird in der Niere glomerulär filtriert, dann aber nicht ausgeschieden, sondern rückresorbiert und abgebaut. Sie erscheint deshalb nicht im Urin, ist aber trotzdem bei Niereninsuffizienz erhöht.
Bei der endoskopischen Untersuchung des Pankreas (ERCP oder endoskopisch retrograde Cholangiopankreatikographie) steigt die Lipase sofort an, erreicht nach sechs Stunden Werte von bis zu 720 U/l und bleibt bis zu drei Tage über dem Referenzbereich von 60 U/l.
Eine weitere Ursache für die Erhöhung der Lipase ohne Krankheitswert kann das Gullo-Syndrom sein.

## Katalysierte Reaktion
Die Pankreas-Lipase spaltet bei Triglyceriden – z. B. 1 – nur die α-ständigen Fettsäurereste ab. Dabei bilden sich die freien Fettsäuren 2a und 2b sowie das Monoglycerid 3:

Pankreas-Lipolyse eines Triglycerids (z. B. 1)

## Reaktionsmechanismus
Die Lipase besitzt in ihrem aktiven Zentrum eine katalytische Triade aus den Aminosäuren Asparaginsäure, Histidin und Serin. Die Asparaginsäure entzieht dem Histidin ein Proton und aktiviert dieses damit. Das katalytisch aktive Histidin zieht vom Serin wiederum ein Proton ab, wodurch die Nucleophilie des Serinrestes ansteigt. Dieser kann nun an dem Carbonylkohlenstoff eines Substratesters angreifen, der bereits im aktiven Zentrum lokalisiert ist. Es bildet sich ein tetraedrisches Zwischenprodukt, aus dem ein Acyl-Enzym-Komplex entsteht. Durch Deacetylierung in einem Hydrolyseschritt wird das Produkt Fettsäure und das ursprüngliche Enzym frei.